# Écorché

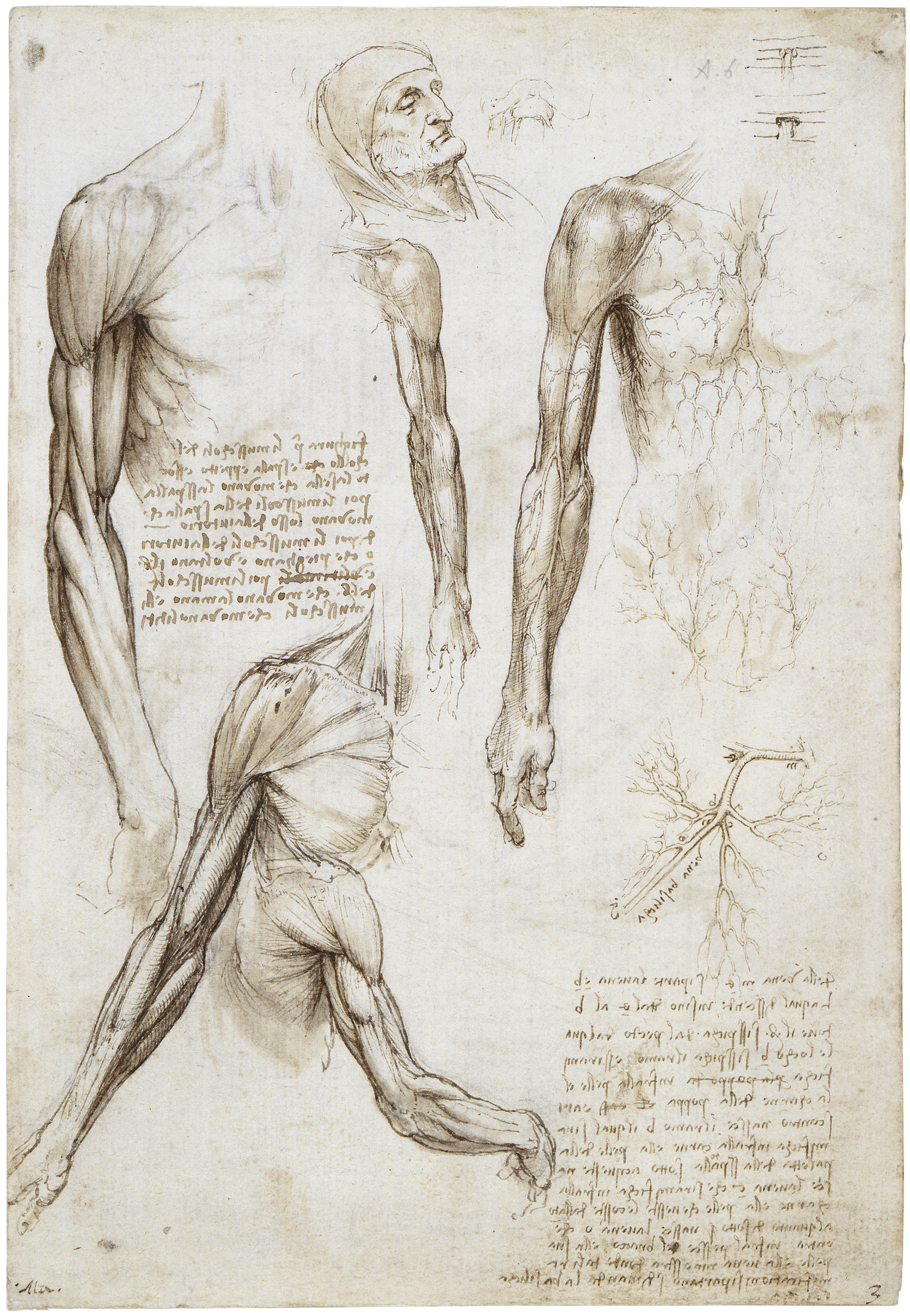
Écorché di Leonardo da Vinci.

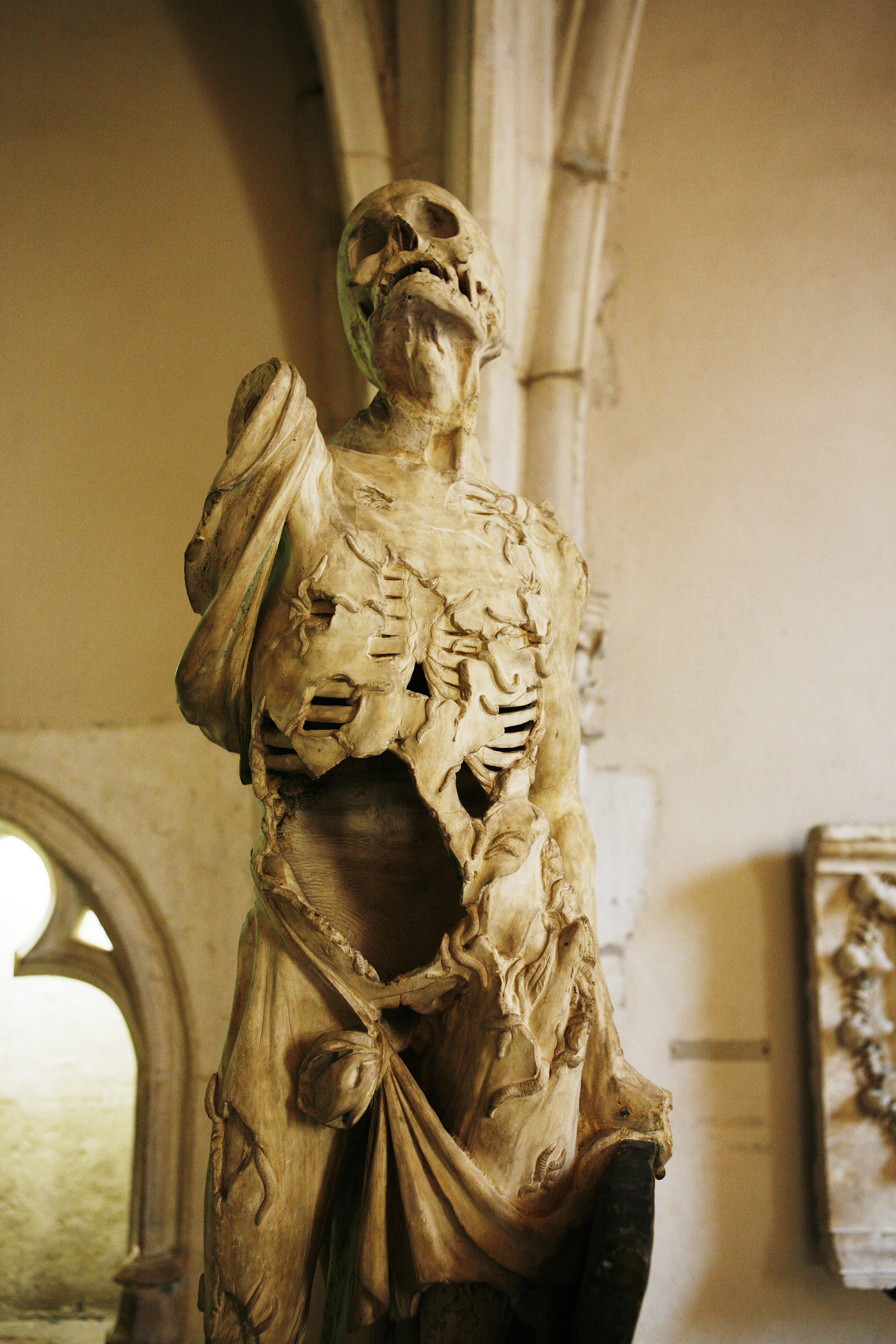
Écorché di Ligier Richier

Un écorché è un disegno, un dipinto o una scultura che mostra la muscolatura di un individuo priva del rivestimento della pelle. L'architetto e teorico rinascimentale Leon Battista Alberti raccomandava ai pittori che intendevano ritrarre un corpo nudo di iniziare a disegnare i muscoli e le ossa prima, e la pelle che le ricopre dopo.

## Storia
Uno dei primi studi di questo genere fu condotto da Leonardo da Vinci. Egli dissezionò i cadaveri e disegnò dettagliati schizzi di quei soggetti. Tuttavia ci sono alcune fonti che sostengono che la stessa tecnica era praticata nell'antica Grecia, sebbene i dettagli non siano conosciuti. Il termine écorché, che in francese letteralmente significa "scorticato", è entrato in uso tramite le accademie francesi (come la École des Beaux Arts) nel XIX secolo. Questo tipo di studio è ancora praticato in poche scuole di tutto il mondo, come la New York Academy of Art, l'Art Students League of New York e l'Academy of Art University in San Francisco. La più grande collezione di écorché al mondo è situata nel Museo di storia naturale sezione di zoologia La Specola di Firenze.